# Agostinho Casseça
Agostinho Miquinho Domingos Casseça (* 12. Oktober 1975) ist ein angolanischer Politiker der Volksbewegung zur Befreiung Angolas (MPLA), der unter anderem seit 2022 Mitglied der Nationalversammlung ist.

## Leben
Agostinho Miquinho Domingos Casseça absolvierte ein Studium der Geschichte, welches er mit einem Bachelor (Bacharelato em História) beendete, und war danach zunächst Referent für den politischen und sozialen Bereich der Regierung der Provinz Cuanza Sul sowie daraufhin Direktor des Sekretariats für Kultur, Tourismus, Jugend und Sport. Er fungierte ferner als Zweiter Sekretär des Komitees der Volksbewegung zur Befreiung Angolas (MPLA (Movimento Popular de Libertação de Angola)) der Provinz Cuanza Sul sowie Direktor für Jugend und Sport dieser Provinz. Darüber hinaus war er Präsident des Jugendrates der Provinz Cuanza Sul und Sekretär des Vorstands der Generalversammlung des Nationalen Jugend- und Sportrates. Des Weiteren war er zeitweise Sekretär für Politik- und Wahlangelegenheiten des MPLA-Provinzkomitees von Cuanza Sul.
Am 16. September 2022 wurde er für die MPLA im Wahlkreis „Cuanza Sul“ Mitglied der Nationalversammlung (Assembleia Nacional) und ist derzeit Mitglied des Ausschusses für Menschenrechte, Petitionen, Beschwerden und Bürgervorschläge.

## Weblink
- Agostinho Miquinho Domingos Casseça. Nationalversammlung, abgerufen am 18. Mai 2025 (portugiesisch).

| Personendaten    | Personendaten                                             |
| ---------------- | --------------------------------------------------------- |
| NAME             | Casseça, Agostinho                                        |
| ALTERNATIVNAMEN  | Casseça, Agostinho Miquinho Domingos (vollständiger Name) |
| KURZBESCHREIBUNG | angolanischer Politiker (MPLA)                            |
| GEBURTSDATUM     | 12. Oktober 1975                                          |